# 降世神通：最後的氣宗
《降世神通：最後的氣宗》（英語：Avatar: The Last Airbender，標題漢字寫作「降卋神通」）是一部美國的動畫劇集，由麥可·但丁·迪馬蒂諾和布萊恩·科尼祖克共同創作，並由艾倫·埃斯擔任總編劇。本劇於2005年2月在尼克兒童頻道首播，至2008年7月完結共播出三季。
《降世神通》系列設定在一個以亞洲為原型的世界，這個世界中的人們可以學習以中國武術為原型的「神功」運用意念施展水、土、火和氣四大古典元素。唯有「神通王」（英語：Avatar）能夠施展所有元素，他的職責是維護世界的和平，並擔任人界與靈界溝通的媒介。本劇將動漫與美國動畫的風格相互結合，主要受影響自東亞及部分南亞、美洲、因紐特人和瑟里尼克人的文化。
本劇圍繞著12歲的安——現任神通王兼最後的截氣神通，及他的朋友凱塔拉、蘇卡和之後加入的達芙的旅程，他們嘗試結束烈火國與世界各地的戰爭。同時被流放的烈火王子朱克在聰慧的伯父愛和的陪同下，試圖俘虜安以恢復他的地位，並與他野心勃勃的妹妹亞蘇拉競爭。
《降世神通：最後的氣宗》獲得高度的收視，並因其角色設計、文化塑造、藝術指導、配樂、幽默和主題而廣受好評。其中包括青年娛樂圈中較少探討的概念，例如戰爭、種族滅絕、帝國主義、極權主義、灌輸和選擇自由。一些評論家表示本劇為有史以來最偉大的動畫劇集之一。其獲得了五項安妮獎、創世紀獎、黃金時段艾美獎、兒童票選獎和皮博迪獎。
其跨媒體系列延伸出漫畫、前傳小說、續作、真人版電影和於2024年2月22日在Netflix上线的真人版電視劇。2018年6月發行藍光光碟版本，以紀念本劇完結的十週年，並於2020年5月上線至Netflix，此後也於2020年6月在Paramount+及2021年1月在Amazon Prime Video上線。
2023年5月宣布將於2025年10月10日上映全新動畫電影，並且主角群的年齡層都將成長至20~30歲之間。

## 概要

### 背景設定

故事背景中四國的分佈

《降世神通：最後的氣宗》設定在一個由四大國家組成的世界，各國以四大古典元素命名：水族部落（Water Tribe）、大地之國（Earth Kingdom）、烈火國（Fire Nation）和氣和牧族（Air Nomads）。各國中被稱為「神通」的人會透過中國武術，用意念施展對應各自母國的元素。唯獨「神通王」能夠施展所有元素。
神通王身為國際仲裁者，有著維持各國之間的和平，與擔任人界與冥界間溝通的媒介的職責。當神通王離世時，其靈魂會依序在火，氣，水和土四國的順序轉世。按照傳統，一個新誕生的神通王將環遊世界，學習所有的元素武技，之後便開始擔任全球的協調者。神通王能夠進入「神通狀態」，在這種狀態下他們會暫時獲得所有前世的技能和知識。雖然當下是神通王最強大的時候，但如果神通王在神通狀態下死去，則整個轉世輪迴就會結束，而神通王將永遠消失。

### 劇情大綱
年輕的「神通王」安由於害怕自己即將面對的壓力，因而逃離故鄉卻被風暴掀入大海中。他將自己包覆在南極附近的冰山中長眠。不久之後，烈火王國的統治者蘇進為拓張帝國的版圖，因此在四大國家內向其他三大部族發動戰爭。當他得知神通王的下一個轉世出生於氣和牧族後，便透過「蘇進彗星」的力量對當地進行種族滅絕。直到一百年後，南部水族部落的兄妹蘇卡與凱塔拉意外發現安並解放他。
第一季中，神通王安、凱塔拉和蘇卡一同前往北部水族部落學習截水並準備擊敗烈火王國。被現任帝王傲賽放逐的王子朱克與他的伯父愛和陪同下追捕他們，希望抓住安以恢復他的地位。同時安也被一位渴望贏得傲賽青睞的烈火王國的海軍上將趙將軍給追捕。過程中，安的學習不順獨自偷溜回到北方大氣寺廟卻遭到烈火國趙將軍的埋伏遭到禁錮。然而一個蒙面客「藍魔」（Blue Spirit）潛入協助安從牢獄中逃脫。最後發現蒙面客竟是朱克，趙將軍策劃殺掉朱克，將朱克的船引爆。倖存的朱克藉由愛和的幫助隱藏身分藏匿在趙將軍正前往水族部落北方的船艦裡。趙將軍從圖書館-萬知堂得知水族部落的神靈弱點，趁神通前往之時逮回神通王順道攻打北方水族部落。
神通王安、凱塔拉和蘇卡抵達北方水族部落受到水族人們的歡迎，蘇卡也和水族公主浩月（Yue）一見鍾情，截水神通大師帕古（Pakku）開始教導安截水術。很快地，趙將軍所帶領的烈火國船艦抵達，朱克趁此時從冰層下方潛入皇宮內尋找安。船艦發動第一波火球攻勢，安要求要在幽靜的地方冥想去見神靈指示。冥想之時朱克與凱塔拉水火對決大打出手直接帶走安。安收到指示回神後再與朱克氣火對抗，最後凱塔拉趕到將朱克給冰封。趙將軍帶領海軍進攻水族部落時殺害明月神靈導致截水神通們喪失所有截水的能力。最終部落的公主皓月犧牲自己的生命復活明月神靈，發怒的愛和與朱克流放趙將軍、而安覺醒透過神通王顯靈模式運用截水術將海水升起引發海嘯，成功地驅趕走烈火船艦擊敗敵人的艦隊，當安完全地承認作為神通王的命運，他與凱塔拉和蘇卡準備繼續旅程前往大地之國找尋運土神通大師來教導自己。當傲賽得知安是神通王、趙將軍身亡和愛和和朱克的背叛經過，於是命令亞蘇拉去追捕安、愛和與朱克，打算預備在索辛彗星的到來展開攻擊。
第二季中，安向一名失明的運土神通北方達芙學習運土神功。另一方面，逃離烈火國王的朱克和愛和在大地之國中流浪，最終在首都霸新塞（英語：Ba Sing Se）定居，同時雙方皆被朱克的妹妹亞蘇拉給追捕。安一行人因為知道振火術在日食時會失效，因此他們前往霸新塞尋求大地之王的幫助，希望在即將到來的日食間反擊烈火王國軍，不料亞蘇拉發動政變讓烈火軍控制住大地之國，而朱克也加入亞蘇拉一方。安被亞蘇拉下重手但在垂死邊緣被凱塔拉救活。
第三季中，眾人在日食期間進攻烈火王國的首都卻一敗塗地。朱克離開烈火王國後加入安一行人並決定教導安學會振火神功。由僧侶撫養並敬重萬物的安面臨是否為了結束戰爭而殺掉傲賽陷入迷惘。當蘇進彗星再次出現時，安與傲賽對峙使用神通之力奪去傲賽的振火神功。與此同時其他人們解放霸新塞，並摧毀烈火王國的飛船和俘虜亞蘇拉。最終朱克加冕成為新的烈火國王結束長達百年的戰爭。

### 集數
本劇共播出61集。首播集的一小時首映於2005年2月21日在尼克兒童頻道首播。並於2008年7月19日播出約兩小時的電視特輯完結。每個季度被稱為「卷」，每集則被稱為「章」。每一季都以主角安必須掌握的元素之一命名：水、土和火。本劇前兩季各20集，第三季延伸至21集。本劇已在區域1、區域2和區域4發行DVD套裝。
至2020年5月，全三季已在Netflix上線。儘管未顯示在主頁面，但它在Netflix上線的一周後便成為最受歡迎的節目。此紀錄打破了連續出現在Netflix每日前十名榜單上最高的記錄，並連續60天上榜，是至2020年7月保持前十名紀錄的影集中唯二非Netflix原創影集之一。2020年6月下旬，整部影集也在Paramount+（當時為CBS All Access）上架。而在2021年1月也於Amazon Prime Video上線。

| 季數 | 標題 | 集数 | 集数 | 首播日期      | 首播日期      |
| 季數 | 標題 | 集数 | 集数 | 首映          | 季终          |
| ---- | ---- | ---- | ---- | ------------- | ------------- |
| 1    | 水   | 20   | 20   | 2005年2月21日 | 2005年12月2日 |
| 2    | 土   | 20   | 20   | 2006年3月17日 | 2006年12月1日 |
| 3    | 火   | 21   | 21   | 2007年9月21日 | 2008年7月19日 |

## 角色

### 主要角色
安（劇中漢字寫作「安昂」）（配音：Zach Tyler Eisen（动画原配）、Mitchel Musso（电影原配）、魏晶琦（台灣）、中世明日香（日本））
12歲，劇中主角，最後的氣和牧族御氣師，是神通王羅古的轉世，現世的神通王，是個開朗，善良有趣的小和尚，但對於100年前和氣牧族被烈火王國滅族的時候不在場，無法救自己的師傅和朋友感到後悔。安在南極遇見凱塔拉時自稱是12歲，由於他曾把自己冰封100年，所以實際上他已經有112歲。雖然在第二季於永固城地底下的水晶監獄被亞蘇拉的雷火給重創，卻靠凱塔拉利用北極聖水所治癒而免難，但第七道脈輪因此被截斷。最後精通所有神功（御氣、截水、運土、振火）和逆雷火，並於和烈火王傲賽決戰中意外開啟第七道脈輪恢復神通狀態，最終降伏傲賽，結束長達一百年與烈火王國的戰爭。之後與凱塔拉結婚並與朱克一同建立共和城。
凱塔拉（Katara）（官方漢字：卡塔拉）（配音：Mae Whitman（動畫原配）、楊凱凱（台灣）、戶梢惠理子（日本））
14歲，蘇卡的妹妹，母親在早年因烈火王國的入侵而被殺害，南極水族裡唯一殘存的御水师（因為烈火王國曾經大量捕捉過御水神通），十分賢淑善良，有種母性感覺的少女。早期由於只能自我摸索，功力極差，在北極水族拜師後進步神速，為安的御水師傅。除了能自由操縱水以外，也擁有少數御水师才具有的治癒能力，能加速傷口癒合，後期在被哈瑪的逼迫下學會御血神功（第三季第八集），但凱塔拉認為御血神功違反「水善」的精神，學成後極少使用，能自由控制他人體內的血與水，作為截水神通的根源特性，滿月時能力會大幅提升。後與安結婚。
蘇卡（官方漢字：索卡）（配音：Jack DeSena（動畫原配）、魏伯勤（台灣）、粟野志門（日本））
15歲，凱塔拉的哥哥，為人大剌剌，天生一副吊兒啷噹，十足的搞笑痞子，也是團隊裡最多鬼點子的人，可算是團隊裡的軍師，沒宗術。初期武器是迴旋鏢（飛去飛來）和特製砍刀，後期拜師學習劍術，打造一把隕石神劍，還把剩下的隕石塊送給北方達芙當禮物，後來在最後決戰中隕石劍遺失。有點花心，總想吸引其他女性的注意，但深愛杉子（苏琪）和皓月公主。
北方達芙（Toph Beifong）（官方漢字：北方拓芙）（配音：Jessie Flower（動畫原配）、楊凱凱（台灣）、阪本梓馬（日本））
12歲，安的御土師傅，小時候曾意外掉進洞穴，並與土宗的來源——盲眼鼴鼠學習土宗宗術和不靠視力來感知环境，精通85種極法中（第二季第三集中，奧瑪舒城主提起）的中極——以靜待動，是個御土天才。由於本身是盲人的緣故，只能藉由土石所傳遞的震動來感知週遭環境，因此不穿鞋子，還能間接從地上知道他人是否說謊，阿祖拉是唯一例外。小惡魔性格。雖然出生於強土王國富裕的名門北方家族，能像大家閨秀般生活，但自己更喜歡自由的緣故，所以離家跟隨安一行人踏上旅途。後期在被父親所密派的人給綁架途中，自創冶金神功（金屬是土的精鍊物，仍含有土的雜質，因此可以以更精細的運土神通操控，但以往沒有人能做到）並且成功逃離，中途也學會運沙神功。大戰結束後開創冶金學校。使用的是白鶴拳，初登場時，大量使用鶴拳基本功法，三戰步與朝陽手。
阿霸（官方漢字：阿柏）（Appa）（配音：Dee Bradley Baker（動畫和電影原配））
已知最后存活的飛天蠻牛（蔻拉傳奇中發現還有其他的飛天蠻牛），安的坐騎，是安自小最要好的夥伴，是一輩子的家人，十分憨厚，脾气和顺，应该明白人类的语言。曾经在万事通图书馆被運沙神通綁架與轉賣，而与安一行人分離，后来历经磨難下最終回來幫助安一行人。
毛毛（或譯末末）（Momo）（官方漢字：模模）（配音：Dee Bradley Baker（动画和电影原配））
安的朋友，飛天狐猴，应该已绝种。安在南氣和寺發現，大大的眼睛。十分调皮活泼，不太明白人类的语言和肢体动作而出笑话。不过也总能关键时候帮助到安一行人。
朱克（官方漢字：蘇科）（配音：Dante Basco（动画原配）、Elijah Runcorn（幼年，动画原配）、吳文民（台灣）、深津智義（日本））
16歲，烈火王國的王子，梅的男友，跟梅是青梅竹馬。臉部左眼燒傷伤疤因反對犧牲新兵，而被視為背叛烈火國，被強迫與身為烈火王的父親決鬥而留下，身體裡同時留著神通王與烈火王的血液（因为其母亲的祖父就是神通王罗古），非常受女性歡迎。有点火气旺盛，容易迁怒于人，但也有温柔和善的一面，曾伪装为「深藍惡靈」救下安，暗中擅长双刀。
原本有個表面上算是幸福美滿的家庭，但三年前因為不小心觸犯到父王的權威而遭放逐，左臉上留下因恐怖而被父王造成的燒傷。他起初以追捕神通王為目標，和其伯父愛和乘船尋找安。後來在長年追捕中性格慢慢轉變，在安被認為死亡後深感恐悔和瞭解蘇進時期的歷史後改邪歸正，追上安等人並成為安的振火師傅。後來最後決戰與凱塔拉打敗妹妹亞蘇拉，成為新的烈火王，停止長達百年的戰爭。
因為本身無法學會純青雷火，因此愛和傳授「逆雷火」給朱克，後來曾藉此反擊烈火王傲賽。
愛和（官方漢字：艾洛）（配音：岩松信（动画原配，第一、二季）、Greg Baldwin（动画原配，第三季）、曹冀魯（台灣））
烈火王傲賽的哥哥，也是朱克與亞蘇拉的伯父，擁有平西巨龍（The Dragon of the West）之稱。由於親生兒子路騰戰死，視朱克為親生兒子。為人誠實善良又不乏幽默的老頭子，一直教導著朱克做人的道理。興趣是品茗和下百修棋。事實上他是白蓮教長老，武藝高強，能以一敵多，不輕易使用神功。博覽群雄熟悉四大族，和四大族的長老交好，彼此同為白蓮教的一員。研究截水神功反制敵人力量的特性而創始逆雷火，是唯一能使用純青雷火和逆雷火的御火师。
與振火神通的來源太陽武士有交往，應該曾將最後的龍交給他們，並對外謊稱將所有龍殺滅，從而保護僅剩的兩條火龍。
亞蘇拉（Azula）（官方漢字：阿祖拉）（其名取自他的爺爺）（配音：格蕾·德莱勒（动画原配），魏晶琦（台灣））
14歲，烈火王國公主，朱克的妹妹，是少數能使用純青雷火的御火天才。侵略性極強，個性殘暴冷酷，擅長冷嘲熱諷刺激對手，即使在日全蝕之日功力盡失時，身手也相當敏捷。為人精明幹練，一直不擇手段地想成為新的烈火王。不相信任何人，利用恐懼控制梅和泰麗，登基大典當天甚至還驅逐所有下人、強土王国大內禁衛軍（The Dai Li）和御用振火神通。後來因為梅對朱克的愛及梅與泰麗的友情，勝過對她的恐懼而背叛她，導致精神開始崩潰，最後敗在凱塔拉和朱克手裡。
漫畫《降世神通：承諾》中被五花大綁（專門綁精神病患的束縛帶）而關在牢裡，在《降世神通：尋母記》結局中她進入山谷就此下落不明。在《降世神通：煙與影》中再次登場。
傲賽 (）(官方漢字：敖載)（配音：馬克·漢米爾（动画原配）、Cliff Curtis（电影原配），魏伯勤（台灣））
烈火王國的國王，能使用純青雷火，相當凶狠，一心想稱霸世界。
後來自立為火鳳凰大帝，並把烈火王王位移交給亞蘇拉。打算在「蘇進彗星」再次降臨之日，對強土王國最後的據點——首都永固城實施「焦土作戰」，後與歸來的安進行一場生死決鬥，起初佔上風，但安進入神通王顯靈狀態後，以奪神大法廢除傲賽的振火神功，將他變回一個普通人並囚禁。

### 次要角色
梅（配音：Cricket Leigh（动画原配），楊凱凱（台灣））
15歲，朱克的女友，小時候對朱克一見鍾情。凡事很淡定。擅長使用各種暗器，尤其是飛刀。覺得生活太過拘束十分無聊，所以當亞蘇拉邀請她一起追捕神通王安時二話不說就馬上答應。後來為了讓朱克從監獄逃走，與亞蘇拉戰鬥，戰敗結果被關起來，最終決戰結束後釋放。
泰麗（Ty Lee）（配音：Olivia Hack（动画原配），楊凱凱（台灣））
14歲，家裡有6個姐妹，因此不喜歡被比較。身子柔軟、敏捷，懂得人體的弱點，可以利用點穴封住對方的行動。本來很喜歡在馬戲團裡的生活，但在亞蘇拉的逼迫下一起加入追捕神通王的計畫裡。在監獄裡因為幫助梅對抗亞蘇拉而被關起來，在監獄中認識京島戰士們，所以大戰結束時加入京島戰士。
杉子（配音：Jennie Kwan（动画原配）。魏晶琦（台灣））
15歲，京島戰士首領，喜歡蘇卡。剛開始常常和蘇卡賭氣，後來與蘇卡陷入愛河。在阿霸走失时找到它并照顾它直到被亞蘇拉等人袭击被捉。后来在蘇卡和朱克的劫狱下和哈库达一起逃出，并参加最终决战中摧毁烈火王国战艇。
羅古（配音：James Garrett（动画原配），吳文民（台灣））
安的前世，上一代的烈火王國神通王，男性，与当时的烈火王国王储蘇進是好友，后来成為國王的蘇進想發動侵略戰爭時相當猶豫，但只是强烈警告而無法直接出手阻止，最後為了保護自己的家園免於火山爆發，被火山噴發的毒氣毒死。
當安進入靈界時多次幫助安，後期時告訴安要當機立斷，希望安不要像他一樣因為猶豫不決而犯下無法彌補的大錯。
趙將軍（Admiral Zhao）（配音：傑森·艾塞克（动画原配）、Aasif Mandvi（电影原配），魏伯勤（台灣））
是一个十分脾气暴躁，具有很强野心的烈火王国将军，总想让自己名留烈火国的历史中，十分鄙视朱克，当得知朱克追捕安之后，也想方设法同时追捕安。曾经在万事通图书馆得知水月神靈是可被杀死的凡神，并销毁图书馆里关于烈火王国的资料（也令神灵万事通十分憎恨人类，而将图书馆封锁不让人类进入），所以当得知安到达北極善水王国时，决定攻打北極善水王国，并带人潜入王国中，杀死月神，后来也被水神所杀。
在降世神通：珂拉傳說中，被關押在靈界的迷魂霧境，並將安的兒子坦辛誤認成安。
傑（配音：Crawford Wilson（动画原配）、魏伯勤（台灣））
16歲，自由戰士领头，擅长使用双勾刀和叼着一棵干草。由於八歲時雙親被烈火王國的入侵而遇難，因此對烈火王國產生憎恨還會不分青紅皂白地攻擊烈火國人，甚至炸毁水坝淹毁烈火王國平民的村庄，但後來改邪歸正并随难民前往永固城。在強土王國永固城遇見朱克和愛和，雖然知道朱克和愛和是自己最痛恨的烈火國人，但還是希望朱克和愛和能加入他們，但由於朱克不領情，再加上目睹愛和暗中用振火神功將冷茶加熱，知道他們會振火神通後感到十分憤怒，堅持要拆穿他們。在茶館與朱克發生衝突，後來被強土王國大內禁衛軍帶去勞改湖進行催眠，變成永固城大內禁衛軍的傀儡，被龍鳳（大內禁衛軍首領）給控制和安作戰，好不容易擺脫控制幫助安卻遭到龍鳳的偷襲而重傷，劇情未交代生死。不過在與作者的訪談中確認已經身亡。
賣卷心菜的老板（配音：James Sie（动画原配），吳文民（台灣））
一个卖卷心菜的老板，十分倒霉的人，在第一、二季时他的卖卷心菜手推车多次直接或间接被安一行人給摧毀。

### 其他
布米（配音：Andre Sogliuzzo（動畫原配））
是安在一百年前的朋友，現今已有112歲，是強土王國奧瑪舒城的城主，看上去瘋瘋癲癲、個性古怪，但十分精明的老头子，自稱是最強的運土神通。曾抓住蘇卡與凱塔拉作为要挟，並出三道怪挑战請安完成（并后来加一个小问题），后来告诉安这是对其作为神通的考验，并希望他能完成神通的使命。在被烈火王国攻城时选择投降，也拒绝安等人的救援，后来在日全蝕之日一人趕走烈火王國軍隊，夺回奧瑪舒城。同時也是白蓮教的长老成員，在最后决战和其他白莲教长老一起夺回永固城。
帕古（配音：Victor Brandt（动画原配））
北極善水王國的截水神通大師，是位相當厲害的截水神通，白蓮教的长老成員。深愛娜佳（凱塔拉和蘇卡的外婆），兩人曾有婚約，但娜佳離開北極善水王國，而自己則是前往南極。本來認為女性不能學作战用的截水神功，後來知道自己和凱塔拉的關係後就改变這個想法，并指导安和凱塔拉的截水神功。在最后决战中和其他白莲教长老夺回永固城。
（配音：Jon Polito（动画原配））
北極水善王國的國王，月公主的父親，曾交代過蘇卡照顧好月公主。
巴图（配音：Richard McGonagle（动画原配））
哈库达的朋友，跟随其出外帮助強土王国对抗烈火王国，也有参加日食日进攻烈火王国的行动，之后没再出场。
哈庫達（Hakoda）（配音：Andre Sogliuzzo（動畫原配））
凱塔拉和蘇卡的父親，南極水族部落的首領，故事開始的兩年前受強土王國請求外出支援對抗烈火王國，和蘇卡一樣很多鬼點子和作戰的想法。也有參加日食日進攻烈火王國的行動，失敗後選擇留下被俘，後來在蘇卡和朱克的劫獄下和杉子逃出來。
皓月（或译月）（配音：Johanna Braddy（动画原配）、Seychelle Gabriel（电影原配））
16歲，北極善水王國的公主，白髮，蘇卡的初恋情人。由於自己出生時身體十分孱弱，因此在父母向月神請求下而被救活，也因此父母用月神的名字替她命名。當水族在月神被杀面臨浩劫時，將自己的生命歸還給月神，讓安與月神合作保護整個北極善水王國的安全。神化后曾多次出現在安和蘇卡的身邊。
電光火石怪叔叔
蘇卡叫他為「電光火石怪叔叔」，後來又稱他「爆火怪客（Combustion Man）」。在安在永固城被外界謠傳「身亡」後，由於朱克懷疑安還活著而僱傭來找他。平時幾乎沒說話，額頭擁有第三隻眼，能使出極為厲害的射線，擊中會產生爆炸和烈火，但第三隻眼被擊中的話會嚴重失准甚至走火。在西氣和寺被蘇卡的迴旋鏢擊中第三眼走火摔下山谷，生死不明。
大春（配音：Michael Dow（动画原配））
一名運土神通，生活在一个被烈火王国占领的盛产煤的小村庄，凱塔拉曾经见过其偷练运土神通（因为烈火王国大量抓捕其他运土神通），后来在帮助一个被困山洞的人被告发而被抓，在被困的船厂受前来救援的凱塔拉鼓动第一个反抗烈火国军，最后联合父亲和其他被抓運土神通反抗成功。参加日食日进攻行动。
泰罗（配音：凯文·迈克尔·理查森（动画原配））
一名運土神通，哈魯的父親，起初被抓到船廠，得過且過沒有反抗，後來在凱塔拉的鼓動，安的幫助和支援兒子的行動而聯合其他運土神通反抗越獄。參加日食日進攻行動。
神箭（配音：Marc Donato（动画原配））
杰的同伴，自由战士成员，擅长箭术，平时很少说话，跟随杰前往永固城，到最后“劳改湖”才开过声并守护着重伤的杰。
蜂刺（配音：Nika Futterman（动画原配））
杰的同伴，自由战士成员，看上去像男孩，其实是女孩。后来有跟随杰前往永固城，最后和神箭守护着重伤的杰。
公爵（配音：Mitch Holleman（动画原配，第一季）、Nick Swoboda（动画原配，第三季））
杰的同伴，自由战士成员，成员中最年轻的。没跟随杰到永固城，但有参加日食日进攻行动，失败后跟随安前往西气宗寺，直到被亞蘇拉追击才分开。
矮子（配音：Sterling Young（动画原配））
杰的同伴，自由战士成员，成员中最硕大强壮的，和公爵是好友，有参加日食日进攻行动但失败后留守被抓，直到最终决战后才出现。
铮铮（配音：Keone Young（动画原配））
叛逃的烈火王国海军上将，60岁，十分了得的振火神通，是罗古的朋友，赵将军和安（不完全）的振火神功老师，白莲教长老之一。赵将军不认同他的教学方法而离开他。参加最后决战夺回永固城的行动。
陶（配音：Daniel Samonas）
占用北气和寺的机械师的儿子，其家乡遭遇洪水，母亲在洪水中丧生，而自己也高位截瘫腿部残废，父亲领着剩下的乡民找到早已荒废的北气和寺并占用作为安身之处，但其父亲为了保命被迫为烈火王国制作战争机械，后来被安发现制止并抵挡来犯的烈火国军，其父亲制作机械的能力相当了得，能把气和寺残留的飞行仗改装成滑翔器，还能制作相当于现实的潜艇和飞艇一类的装备。和父亲有参加日食日进攻行动，不过失败后父亲讓自己跟随安一行人逃离而被捕，后来在西气和寺被亞蘇拉追击时与安一行人分开。后来最终决战后与父亲重新相会。
龍鳳（或译长风）（Long Feng）（配音：克蘭西·布朗（动画原配））
強土王國丞相，大內禁衛軍（戴笠軍）的首領，長期利用戴笠軍對永固城實施白色恐怖的政治，藉此把持朝政，背對強土國王隱瞞外面戰爭的事實，被安一行人給識破後以叛國罪被捕。後來亞蘇拉潛入永固城時以戴笠軍的控制權協助她捉住安一行人，作為讓自己被釋放的交換條件，但在永固城被烈火王國給侵略下，受到亞蘇拉的背叛喪失戴笠軍的控制權。在戰後再次被抓被強土國王給判處死罪。
劈黯道（Piandao）（配音：Robert Patrick（动画原配））
居住在烈火王國的劍術家，擅長製劍和劍術，是蘇卡的劍術師傅，在蘇卡求學時就知道是安等人，不過仍悉心教導蘇卡劍術。同為白蓮教長老之一，參與最後戰役奪回永固城的行動。
珍（配音：Jennifer Hale（动画原配））
20歲，赏金猎人，是個潑辣女人，喜歡賭博和金錢。飼有一匹靈鼻鼬叫，誤以為凱塔拉是朱克的女友。
在第一卷中幫助朱克追捕神通王，而第三卷又帮助朱克找到爱和。
哈瑪
安 一行人在烈火王國遇到的老婦人，原来的南極截水神通。當年因烈火軍侵略而被關進監獄，在監獄裡練成截血神功而逃獄。為了替族人報仇因此在每當月圓時控制烈火國人的血並逐一關進山洞裡。遇見凱塔拉時很吃驚南極還有截水神通，因此極力教導凱塔拉精進截水神功（如從大氣中提煉水汽、從植物或樹木中抽取水分）與截血神功，還控制安與蘇卡自相殘殺讓凱塔拉不得不學會截血神功，最後在被學會截血神功的凱塔拉給壓制，與安一行人釋放被囚的烈火國人的情況下，遭到逮捕。事後知道凱塔拉是自己好友娜佳的孫女。
京島（官方漢字：虛子）（配音：Jennifer Hale（动画原配））
羅古的前世，強土王國的神通王，女性，寿命有230岁，是京島戰士的始祖。在世時由於当时強土王国的国王秦大王揚言要征服世界擾亂和平，不同於羅古，京島非常了斷的讓秦大王摔死，世界和平得以守住，之後将自己所在的半岛和她的乡民从大陆分离，成为一个海岛，該岛最後也以她的名字命名，但也讓部分強土王國人認為她親手手刃秦大王。由於被提及時及雕像都畫著妝，所以不清楚卸妝後的原貌。
在官方番外篇中，是她為了保證強土王國民眾與統治者的勢力得到平衡而建立大內禁衛軍。
庫拉（配音：Jim Meskimen（动画原配））
京島的前世，水族的神通王，男性。個性隨波逐流。因為沒有積極採取行動而使得愛人的容貌被太古(偷臉神)奪走而感到很自責。
楊珍
庫拉的前世，和氣牧族的神通王，女性。安以為她會瞭解他的心情，但楊珍卻是最直接告訴安有關神通王無法遠離俗世、世界有危險時必須用盡一切方法拯救世人的提醒。
目前已知的烈火王
烈火王蘇進（Sozin）→烈火王亞蘇龍（Azulon）→烈火王傲賽（Ozai）→烈火王朱克（Zuko）→烈火王泉（Izumi）。
目前已知的神通王
神通王萬（Wan）火之獅龜城→......→神通王祿瓦（Lua）烈火王國→神通王蔣佛（Jamphel）和氣牧族→神通王伊彌庫（Imiq）南極水善部落→神通王颯賴（Salai）土強王國→神通王澤托（Szeto）烈火王國→神通王楊珍（Yangchen）和氣牧族→神通王庫拉（Kuruk）北極水善部落→神通王京島（Kyoshi）土強王國→神通王羅古（Roku）烈火王國→神通王安（Aang）和氣牧族→神通王柯拉（Korra）南極水善部落。

## 發展

### 構思與製作
《降世神通：最後的氣宗》由位於加州柏本克的尼克動畫工作室的麥可·但丁·迪馬蒂諾和布萊恩·科尼祖克共同創作。動畫主要由韓國的工作室JM動畫、DR電影和MOI動畫繪製。根據科尼祖克的說法，本劇的構思起於2001年初，當時他拍攝了一張中年的禿頭男子的舊素描，並將此人想像成一個孩子。他還描繪了一名角色在天空中放牧，並將草圖展示給迪馬蒂諾，當時他正在觀看一部關於被困在南極的探險家的紀錄片。
科尼祖克闡述他們對這個概念早期的發展：「有一位氣族人和一群水族人一同被困在白雪皚皚的荒地中⋯⋯也許有些烈火族人正施壓在他們身上」。兩週後，兩名創作者成功向尼克兒童頻道的副總裁兼執行製片人艾瑞克·柯爾曼提出這個想法。
該劇在2004年度聖地牙哥國際漫畫展中播出預告片向眾人問世，並於2005年2月21日正式首播。
科尼祖克在一次採訪中表示：「麥可和我對其他史詩般級的『傳奇與傳說』類作品非常感興趣，像是《哈利波特》和《魔戒》，但我們知道我們想為這類型的作品採取不同的要素。我們對日本的動漫、香港的功夫片、瑜伽和東方的哲學的熱愛，使我們得到創作《降世神通：最後的氣宗》最初的靈感。」

### 試播集
該劇的試播集於2003年由Tin House, Inc.製作，並由麥可·但丁·迪馬蒂諾和布萊恩·科尼祖克撰寫劇情，與戴夫·菲洛尼指導。米切爾·莫索在本片中為安配音，但後來在正式劇集製作時被扎克·泰勒·艾森取代。在本片中，蘇卡和他的妹妹凱雅（正式劇集中更名為凱塔拉）環遊世界，為身為神通王的安尋找導師；然而他們也必須躲避烈火王國的太子朱克，他一心想將安俘虜。
本片作為NTSC第一季DVD裝套裝中首次以一部額外短片公開發行，先前發行的單卷未收錄本片。由於採用PAL格式的地區缺少附件，因此本片在PAL地區未收錄在DVD中。本片與創作者提供的音頻評論一同發行，與本季中的集數的註釋不同的是，本片無法在DVD中禁用。2010年6月14日，此未播出的試播集首次通過iTunes Store提供，無論是否開放評論。
2020年，本片在Twitch上播出。

### 文化影響

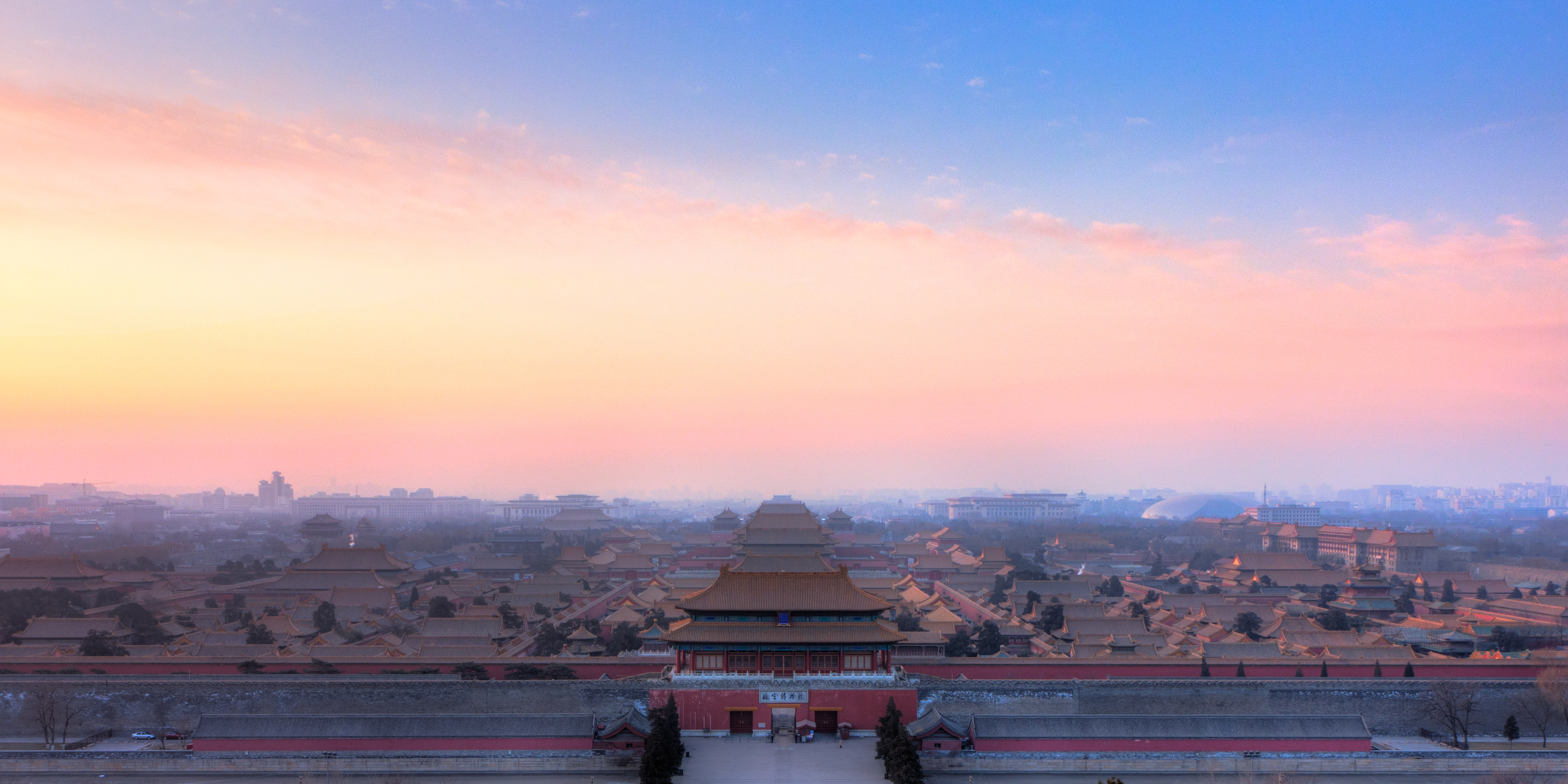
劇中許多虛構地點源自於真實地點的建築和設計。如霸新塞的原型為中國北京市的紫禁城。

本劇以其大量借鑒東亞藝術和其神話中的世界觀而著稱。創作者們聘請文化顧問艾德溫·贊和書法家李兆良協助確定其藝術風格和設定。角色設計的風格受中國藝術和其歷史、印度教、道教、佛教及瑜伽的影響。傑瑞米·朱克曼和班傑明·溫在早期開發時一同創作劇中的音樂和音調設定，朱克曼負責音樂，而溫則負責音調設定。為配合劇中的東亞風格背景，他們嘗試包含古箏、琵琶和杜讀管等樂器。在本劇中建構的虛構地點的樣貌以亞洲的實地為原型。如北京市的紫禁城和萬里長城等文化遺產是大地之國首都霸新塞的風貌的原型，水族部落則以因紐特人和瑟里尼克人的文化為原型。根據編劇艾倫·埃斯所表示，早期烈火王國以日本文化為原型。為了避免無意地過度宣揚，因此重新設計許多場景和角色以「接受更廣泛的啟發」。在最後的草稿中，作者在烈火王國的服裝和建築上採用更多的中式風格。例如烈火神廟參照黃鶴樓，根據作者的說法，其烈焰狀的建築要素恰好融入烈火王國的建築風格。
「御術者」施展元素的招式參照自中國武術，為此作者聘請和拳中國田徑協會的奇蘇師父擔任顧問。每種武打動作對於使用元素的「御術者」或與特定元素相符的角色而言都是獨特的。如「截水神通」的動作受影響自太極拳，其專注於精準、身體結構、呼吸和視覺化。「運土神通」的動作以洪拳為原型，因其紮根姿勢和強力拳術，正符合土元素堅固的形象而被選擇。北派少林拳因要施展有力的四肢，便成為「振火」的靈感。而運用旋轉運動和快速變換方向的八卦掌則被選為「截氣」的原型。唯獨同樣使用「運土」的北方達芙使用白鶴拳，因為失明而發展出一種獨特的武打方式。此外許多亞洲的電影也影響這些武術的表現。

## 迴響

### 收視率
《降世神通：最後的氣宗》是首播時收視率便到達最高點的動畫劇集。每次的新集數平均就有110萬觀眾收看。其中收視率最高的分集共有560萬名觀眾收看，並包含尼克兒童頻道的6至11歲目標觀眾之外的人群。2006年9月15日播出一小時的特輯〈烈火王國的秘密〉，由〈盤蛇關〉和〈巨龍鑽〉兩集組成，獲得410萬觀眾的收視。根據尼爾森收視率顯示，此特輯於該週的有線電視節目中收視率排行第五名。2007年，本劇亦在超過105個國家播出，是尼克國際兒童頻道收視率最高的影集之一。本劇在德國、印尼、馬來西亞、荷蘭、比利時和哥倫比亞的尼克國際兒童頻道收視排行位在第一名。
由四集合併的完結集〈蘇進彗星〉獲得了本劇中最高的收視率，首播平均擁有560萬觀眾收看，比2007年7月中旬的尼克國際兒童頻道多出95%。在7月14日此週內，成為14歲以下觀眾群中收看次數最多的影集。完結篇在網路媒體中也有著高度的人氣，因此尼克網站製作一款改編自〈蘇進彗星〉，名為《鳳凰王的崛起》（英語：Rise of the Phoenix King）的網路遊戲，短短三天內便擁有將近81.5萬次遊玩。

### 獎項和提名
| 年份 | 獎項                           | 類別                     | 入圍者                                                    | 結果 |
| ---- | ------------------------------ | ------------------------ | --------------------------------------------------------- | ---- |
| 2005 | 普辛內拉獎                     | 最佳動作冒險電視劇       | 《降世神通：最後的氣宗》                                  | 獲獎 |
| 2005 | 普辛內拉獎                     | 最佳電視劇               | 《降世神通：最後的氣宗》                                  | 獲獎 |
| 2006 | 第33屆安妮獎                   | 最佳電視動畫作品         | 《降世神通：最後的氣宗》                                  | 提名 |
| 2006 | 第33屆安妮獎                   | 最佳電視動畫節目分鏡創作 | 勞倫·麥克穆倫執導〈義軍〉                                 | 獲獎 |
| 2006 | 第33屆安妮獎                   | 最佳電視動畫節目劇本創作 | 艾倫·埃斯、約翰·奧布萊恩撰寫〈占卜師〉                    | 提名 |
| 2007 | 2007年度澳洲尼克頻道兒童選擇獎 | 最喜愛的卡通             | 《降世神通：最後的氣宗》                                  | 提名 |
| 2007 | 第34屆安妮獎                   | 最佳電視作品的動畫角色   | 俞在明飾演的〈盲眼瞎盜〉                                  | 獲獎 |
| 2007 | 第34屆安妮獎                   | 最佳電視動畫節目執導     | 賈恩卡洛·沃佩執導〈巨龍鑽〉                               | 獲獎 |
| 2007 | 創世紀獎                       | 最佳兒童節目             | 〈阿霸迷途記〉                                            | 獲獎 |
| 2007 | 第59屆黃金時段艾美獎           | 最佳動畫節目             | 〈隔閡和秘密之城〉                                        | 提名 |
| 2007 | 第59屆黃金時段艾美獎           | 動畫節目最佳個人成就獎   | 金相鎮製作的〈勞改湖〉                                    | 獲獎 |
| 2008 | 2008年度尼克頻道兒童選擇獎     | 最喜愛的卡通             | 《降世神通：最後的氣宗》                                  | 獲獎 |
| 2008 | 安錫國際動畫影展               | 電視劇獎                 | 若阿金·多斯·桑托斯執導〈黑日（下）：日蝕〉                | 提名 |
| 2008 | 皮博迪獎                       | 不適用                   | 《降世神通：最後的氣宗》                                  | 獲獎 |
| 2008 | 第13屆衛星獎                   | 最佳青年DVD套裝          | 第三季第4輯套裝                                           | 提名 |
| 2009 | 第36屆安妮獎                   | 最佳兒童動畫作品         | 《降世神通：最後的氣宗》                                  | 獲獎 |
| 2009 | 第36屆安妮獎                   | 電視作品動畫導演獎       | 若阿金·多斯·桑托斯執導〈蘇進彗星3：我不入地獄，誰入地獄〉 | 獲獎 |
| 2009 | 金輪獎                         | 最佳電視動畫音效設計獎   | 〈蘇進彗星4：神通王安〉                                   | 提名 |
| 2009 | 2009年度澳洲尼克頻道兒童選擇獎 | 最喜愛的卡通             | 《降世神通：最後的氣宗》                                  | 獲獎 |
| 2010 | 2010年度澳洲尼克頻道兒童選擇獎 | 最熱門的卡通             | 《降世神通：最後的氣宗》                                  | 提名 |

## 改編作品

### 真人電視劇
2018年，Netflix宣布將製作真人影集。原創作者迈克尔·但丁·迪马蒂诺和布莱恩·科尼祖克在2020年退出專案。2021年公布主角演員名單，由高登·寇米爾飾演安、蓋雯迪歐飾演凱塔拉、伊恩·奧斯利（Ian Ousley）飾演蘇卡、達拉斯·劉飾演朱克。 

### 電影
- （2010）

### 書籍
- Avatar: The Last Airbender – The Lost Adventures(2011)
- Avatar: The Last Airbender – The Promise(2012)
- Avatar: The Last Airbender – The Search(2013)
- Avatar: The Last Airbender – Rift(2014)
- Avatar: The Last Airbender – Smoke and Shadow(2015)
- Avatar: The Last Airbender – North and South(2016)
- Avatar: The Last Airbender – Legacy of The Fire Nation(2020)
- Avatar:The Last Airbender – Imbalance(2020)
- Avatar: The Last Airbender – Toph Beifong’s Metalbending Academy(2021)
- Avatar: The Last Airbender – Suki Alone(2021)

## 外部連結
- 官方网站
- Avatar: The Last Airbender Wikia （页面存档备份，存于）